# 台視週日偶像劇

## 週日偶像劇
| 劇名             | 集數 | 主演 | 網站                        | 首播期間                 | 年份   |
| 偷心大聖PS男     | 21   | 藍正龍、隋棠、白歆惠、溫昇豪、小小彬、陳慕義、張兆志、鍾欣凌                                                             | 網站 （页面存档备份，存于） | 2月28日 - 7月18日        | 2010年 |
| 鍾無艷           | 19   | 楊謹華、明道、王思平、吳慷仁、苗可麗、宋新妮、王道、李沛旭、傅雷、曾少宗、趙自強、譚艾珍、張芯瑜、王彼得                 | 網站 （页面存档备份，存于） | 7月25日 - 11月28日       | 2010年 |
| 國民英雄         | 19   | 鄭元暢、郭采潔、李至正、周采詩、周詠軒、呂曼茵、古斌、艾偉、陸廷威、萱野可芬                                             | 網站 （页面存档备份，存于） | 12月5日 - 2011年4月10日  | 2010年 |
| 醉後決定愛上你   | 18   | 張孝全、楊丞琳、許瑋甯、小鬼、白梓軒、王傳一                                                                             | 網站 （页面存档备份，存于） | 4月17日 - 8月14日        | 2011年 |
| 小資女孩向前衝   | 25   | 柯佳嬿、邱澤、溫昇豪、李毓芬、蔡淑臻、郭書瑤、沈孟生、林秀君、陸一龍、郎祖筠、趙正平、李沛旭、楊麗音                     | 網站 （页面存档备份，存于） | 8月21日 - 2012年2月12日  | 2011年 |
| 向前走向愛走     | 22   | 郭采潔、陳怡蓉、楊祐寧、楊一展、李之勤、李志希、席曼寧、陳博正、胡盈禎、安俊朋                                           | 網站 （页面存档备份，存于） | 2月19日 - 7月15日        | 2012年 |
| 螺絲小姐要出嫁   | 23   | 邱澤、賴雅妍、趙駿亞、李毓芬、郭雪芙、艾偉、楊麗音、郎祖筠、趙正平、那維勳、陳慕義、張珮瑩、姚采穎、應蔚民、許騰方、茵芙 | 網站 （页面存档备份，存于） | 7月22日 - 12月30日       | 2012年 |
| 金大花的華麗冒險 | 21   | 謝欣穎、溫昇豪、吳慷仁、趙駿亞、袁艾菲、賴琳恩、薛仕凌、郭書瑤、楊麗音、太保、檢場                                       | 網站 （页面存档备份，存于） | 1月6日 - 6月2日          | 2013年 |
| 真愛黑白配       | 21   | 胡宇威、陳庭妮、李運慶、陶嫚曼、莫允雯、檢場、譚艾珍、張復健、王琄、瑤涵沂、薛仕凌、張珮瑩、邱慧雯、余月如               | 網站 （页面存档备份，存于） | 6月9日 - 10月27日        | 2013年 |
| 回到愛以前       | 22   | 魏蔓、姚元浩、王思平、楊鎮、乾德門、張熙恩、王家梁、許騰方、梅賢治、姚黛瑋、傅雷、林秀君、陳若萍、管謹宗、陳幼芳         | 網站 （页面存档备份，存于） | 11月3日 - 2014年3月30日  | 2013年 |
| 愛上兩個我       | 20   | 炎亞綸、李毓芬、李運慶、高英軒、王凱蒂、楊銘威、檢場、謝瓊煖、陳博正、黃懷晨、林可彤                                     | 網站 （页面存档备份，存于） | 4月6日 - 8月17日         | 2014年 |
| 再說一次我願意   | 20   | 林佑威、魏蔓、李維維、張勛傑、周曉涵、梁正群、姚淳耀、黃甄妮、吳仲強、譚艾珍、楊麗音                                     | 網站 （页面存档备份，存于） | 8月24日 - 2015年1月4日   | 2014年 |
| 聽見幸福         | 20   | 王傳一、任容萱、邵翔、雷瑟琳、威廉、陳語安、苗可麗、胡佩蓮、董至成、徐浩軒、李佳豫、茵芙                                 | 網站 （页面存档备份，存于） | 1月11日 - 5月24日        | 2015年 |
| 他看她的第2眼    | 20   | 劉以豪、魏蔓、邵雨薇、高盟傑、琇琴、劉書宏、曾允柔、李迪恩、周宜霈、鄧志鴻、周丹薇                                       | 網站（页面存档备份，存于）  | 5月31日 - 10月11日       | 2015年 |
| 愛上哥們         | 18   | 陳楚河、賴雅妍、陶嫚曼、陳語安、畢書盡、邵翔、劉瑞琪、湯志偉、王琄、楊銘威、夏靖庭、陳為民                               | 網站 （页面存档备份，存于） | 10月18日 - 2016年2月21日 | 2015年 |
| 後菜鳥的燦爛時代 | 17   | 炎亞綸、曾之喬、紀言愷、賴琳恩、琇琴、夏如芝、張洛偍、黃甄妮、王道南、葛兆恩、李運慶、茵芙                               | 網站 （页面存档备份，存于） | 3月6日 - 6月26日         | 2016年 |
| 狼王子           | 18   | 張軒睿、安心亞、陳語安、古斌、林煒、楊烈、薛仕凌、謝瓊煖                                                                 | 網站 （页面存档备份，存于） | 7月3日 - 10月30日        | 2016年 |
| 浮士德的微笑     | 19   | 張立昂、劉奕兒、邵翔、陽詠存、洪詩、柯素雲、檢場、庭萱、劉晉瑋、簡義哲                                                   | 網站 （页面存档备份，存于） | 11月13日 - 2017年3月19日 | 2016年 |
| 我的愛情不平凡   | 19   | 楊一展、蔡黃汝、周孝安、陳敬宣                                                                                           | 網站 （页面存档备份，存于） | 3月26日 - 7月30日        | 2017年 |
| 噗通噗通我愛你   | 18   | 魏蔓、陳奕、簡宏霖、陶嫚曼、沈建宏、陳乃榮、邱俊儒、張洛偍、吳季璇、郭彥甫、沈孟生、包小松、楊潔玫                       | 網站 （页面存档备份，存于） | 8月6日 - 12月3日         | 2017年 |
| 已讀不回的戀人   | 16   | 鍾承翰、蔡黃汝、邱昊奇、小薰、楊銘威、劉宇珊、綠茶                                                                       | 網站 （页面存档备份，存于） | 12月10日 - 2018年4月8日  | 2017年 |
| 三明治女孩的逆襲 |      | 張立昂、葉星辰、子閎、廖奕琁、邵翔、鄭家榆、林思宇、張洛偍、郭彥甫、顏永烈、吳季璇、臧芮軒、方大緯、黃妤榛、海裕芬       | 網站 （页面存档备份，存于） | 4月15日 - 播映中         | 2018年 |